# NASCAR Grand National Series 1961

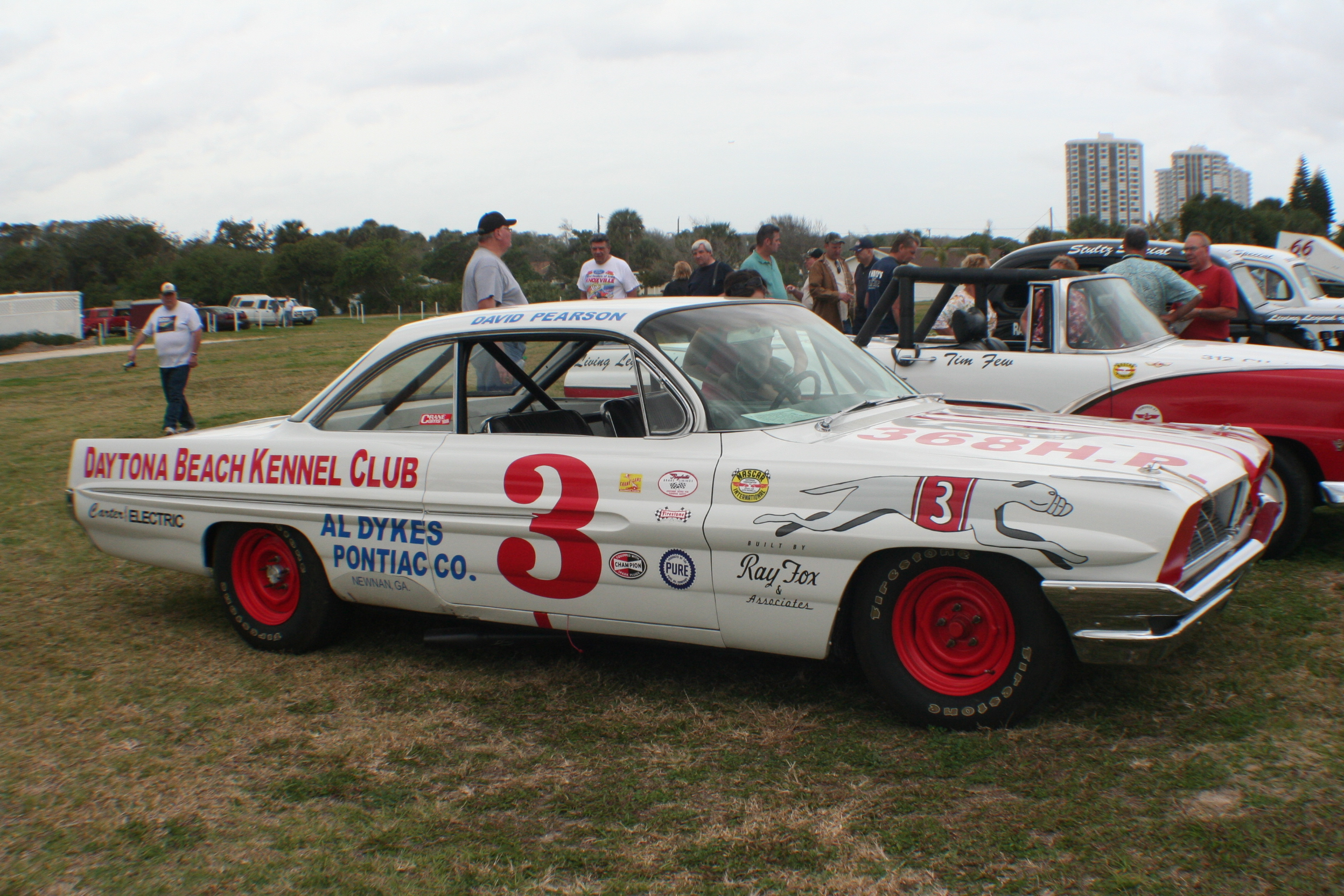
Pontiac Davida Pearsona, który zajął 13. miejsce w sezonie 1961.

NASCAR Grand National Series 1961 – sezon 1961 w amerykańskiej serii wyścigowej NASCAR rozpoczął się 6 listopada 1960, a zakończył 29 października 1961. Zwyciężył Ned Jarrett, który zdobył 27 272 punkty w klasyfikacji generalnej, zwyciężając zaledwie raz w całym sezonie.

## Kalendarz i wyniki
| #  | Data            | Nazwa wyścigu              | Tor                             |                  |                  |                  |
| 1  | 6 listopada     | Wyścig 1                   | Southern States Fairgrounds     | Joe Weatherly    | Rex White        | Lee Petty        |
| 2  | 20 listopada    | Wyścig 2                   | Speedway Park                   | Lee Petty        | Tommy Irwin      | Rex White        |
| 3  | 24 lutego       | Daytona 500 Qualifier #1   | Daytona International Speedway  | Fireball Roberts | Jim Paschal      | Jack Smith       |
| 4  | 24 lutego       | Daytona 500 Qualifier #2   | Daytona International Speedway  | Joe Weatherly    | Marvin Panch     | Cotton Owens     |
| 5  | 26 lutego       | Daytona 500                | Daytona International Speedway  | Marvin Panch     | Joe Weatherly    | Paul Goldsmith   |
| 6  | 4 marca         | Wyścig 6                   | Piedmont Interstate Fairgrounds | Cotton Owens     | Richard Petty    | David Pearson    |
| 7  | 5 marca         | Wyścig 7                   | Asheville-Weaverville Speedway  | Rex White        | Cotton Owens     | Ned Jarrett      |
| 8  | 12 marca        | Wyścig 8                   | Marchbanks Speedway             | Fireball Roberts | Eddie Gray       | Danny Letner     |
| 9  | 26 marca        | Atlanta 500                | Atlanta Motor Speedway          | Bob Burdick      | Rex White        | Ralph Earnhardt  |
| 10 | 1 kwietnia      | Greenville 200             | Greenville-Pickens Speedway     | Emanuel Zervakis | Richard Petty    | Rex White        |
| 11 | 2 kwietnia      | Wyścig 11                  | Occoneechee Speedway            | Cotton Owens     | Richard Petty    | Buck Baker       |
| 12 | 3 kwietnia      | Wyścig 12                  | Bowman Gray Stadium             | Rex White        | Glen Wood        | Richard Petty    |
| 13 | 9 kwietnia      | Grand National 200         | Martinsville Speedway           | Fred Lorenzen    | Rex White        | Glen Wood        |
| 14 | 16 kwietnia     | Gwyn Staley 400            | North Wilkesboro Speedway       | Rex White        | Tommy Irwin      | Richard Petty    |
| 15 | 20 kwietnia     | Wyścig 15                  | Columbia Speedway               | Cotton Owens     | Ned Jarrett      | Emanuel Zervakis |
| 16 | 22 kwietnia     | Hickory 250                | Hickory Motor Speedway          | Junior Johnson   | Buck Baker       | Rex White        |
| 17 | 23 kwietnia     | Richmond 200               | Richmond International Raceway  | Richard Petty    | Cotton Owens     | Buck Baker       |
| 18 | 30 kwietnia     | Virginia 500               | Martinsville Speedway           | Junior Johnson   | Emanuel Zervakis | Fireball Roberts |
| 19 | 6 maja          | Rebel 300                  | Darlington Raceway              | Fred Lorenzen    | Curtis Turner    | Johnny Allen     |
| 20 | 21 maja         | World 600 Qualifier #1     | Charlotte Motor Speedway        | Richard Petty    | Ralph Earnhardt  | Bob Welborn      |
| 21 | 21 maja         | World 600 Qualifier #2     | Charlotte Motor Speedway        | Joe Weatherly    | Junior Johnson   | Jack Smith       |
| 22 | 21 maja         | Wyścig 22                  | Riverside International Raceway | Lloyd Dane       | Don Noel         | Dick Smith       |
| 23 | 27 maja         | Race 23                    | Ascot Stadium                   | Eddie Gray       | Don Noel         | Danny Weinberg   |
| 24 | 28 maja         | World 600                  | Charlotte Motor Speedway        | David Pearson    | Fireball Roberts | Rex White        |
| 25 | 2 czerwca       | Wyścig 25                  | Piedmont Interstate Fairgrounds | Jim Paschal      | Cotton Owens     | Maurice Petty    |
| 26 | 4 czerwca       | Wyścig 26                  | Fairgrounds Raceway             | Ned Jarrett      | Jim Paschal      | Jack Smith       |
| 27 | 8 czerwca       | Pickens 200                | Greenville-Pickens Speedway     | Jack Smith       | Ned Jarrett      | Emanuel Zervakis |
| 28 | 10 czerwca      | Myers Brothers 200         | Bowman Gray Stadium             | Rex White        | Jim Reed         | Junior Johnson   |
| 29 | 17 czerwca      | Yankee 500                 | Norwood Arena                   | Emanuel Zervakis | Rex White        | Ned Jarrett      |
| 30 | 23 czerwca      | Wyścig 30                  | Hartsville Speedway             | Buck Baker       | Jack Smith       | Rex White        |
| 31 | 24 czerwca      | Wyścig 31                  | Starkey Speedway                | Junior Johnson   | Rex White        | Jim Paschal      |
| 32 | 4 lipca         | Firecracker 250            | Daytona International Speedway  | David Pearson    | Fred Lorenzen    | Jack Smith       |
| 33 | 9 lipca         | Festival 250               | Atlanta Motor Speedway          | Fred Lorenzen    | Bob Welborn      | Richard Petty    |
| 34 | 20 lipca        | Wyścig 34                  | Columbia Speedway               | Cotton Owens     | Jim Paschal      | Ned Jarrett      |
| 35 | 22 lipca        | Wyścig 35                  | Rambi Raceway                   | Joe Weatherly    | Jim Paschal      | Ned Jarrett      |
| 36 | 30 lipca        | Volunteer 500              | Bristol Motor Speedway          | Jack Smith       | Fireball Roberts | Ned Jarrett      |
| 37 | 6 sierpnia      | Nashville 500              | Music City Motorplex            | Jim Paschal      | Ned Jarrett      | Johnny Allen     |
| 38 | 9 sierpnia      | Wyścig 38                  | Bowman Gray Stadium             | Rex White        | Glen Wood        | Ned Jarrett      |
| 39 | 13 sierpnia     | Western North Carolina 500 | Asheville-Weaverville Speedway  | Junior Johnson   | Joe Weatherly    | Rex White        |
| 40 | 18 sierpnia     | Wyścig 40                  | Richmond International Raceway  | Junior Johnson   | Ned Jarrett      | Emanuel Zervakis |
| 41 | 27 sierpnia     | Wyścig 41                  | South Boston Speedway           | Junior Johnson   | Jim Reed         | Ned Jarrett      |
| 42 | 4 września      | Southern 500               | Darlington Raceway              | Nelson Stacy     | Fireball Roberts | David Pearson    |
| 43 | 8 września      | Buddy Shuman 250           | Hickory Motor Speedway          | Rex White        | Jack Smith       | Buck Baker       |
| 44 | 10 września     | Capital City 200           | Richmond International Raceway  | Joe Weatherly    | Junior Johnson   | Rex White        |
| 45 | 10 września     | Wyścig 45                  | California State Fairgrounds    | Eddie Gray       | Bob Ross         | Danny Weinberg   |
| 46 | 17 września     | Dixie 400                  | Atlanta Motor Speedway          | David Pearson    | Junior Johnson   | Fireball Roberts |
| 47 | 24 września     | Old Dominion 500           | Martinsville Speedway           | Joe Weatherly    | Rex White        | Junior Johnson   |
| 48 | 1 października  | Wilkes 200                 | North Wilkesboro Speedway       | Rex White        | Fireball Roberts | Richard Petty    |
| 49 | 15 października | National 400               | Charlotte Motor Speedway        | Joe Weatherly    | Richard Petty    | Bob Welborn      |
| 50 | 22 października | Southeastern 500           | Bristol Motor Speedway          | Joe Weatherly    | Rex White        | Nelson Stacy     |
| 51 | 28 października | Wyścig 51                  | Greenville-Pickens Speedway     | Junior Johnson   | Joe Weatherly    | Rex White        |
| 52 | 29 października | Wyścig 52                  | Occoneechee Speedway            | Joe Weatherly    | Rex White        | Ned Jarrett      |

## Klasyfikacja końcowa – najlepsza 10
| Poz. | Kierowca         | Pkt   |
| ---- | ---------------- | ----- |
|      | Ned Jarrett      | 27272 |
|      | Rex White        | 26442 |
|      | Emanuel Zervakis | 22312 |
| 4    | Joe Weatherly    | 17894 |
| 5    | Fireball Roberts | 17600 |
| 6    | Junior Johnson   | 17178 |
| 7    | Jack Smith       | 15186 |
| 8    | Richard Petty    | 14984 |
| 9    | Jim Paschal      | 13922 |
| 10   | Buck Baker       | 13746 |